# Pseudocyclosorus fugongensis
Pseudocyclosorus fugongensis är en kärrbräkenväxtart som beskrevs av Y. X. Lin. Pseudocyclosorus fugongensis ingår i släktet Pseudocyclosorus och familjen Thelypteridaceae. Inga underarter finns listade.